# 南長野運動公園
南長野運動公園（みなみながのうんどうこうえん）は長野県長野市にあるスポーツ施設・公園である。指定管理者はシンコースポーツ株式会社が代表企業となる南長野スポーツマネジメント共同事業体。

## 施設概要
1998年（平成10年）に日本で第3回目（うち冬季大会は2回目）となる近代オリンピック大会の長野オリンピックが開催された。その際、長野市篠ノ井地区に式典に使用することを目的としたメイン会場・長野オリンピックスタジアムが建設され、大会終了後、この周辺地域に各種スポーツ施設を兼ね備えた総合運動公園を順次整備していった。
なお、この施設建設に当たって勘助宮跡を示す石碑が第3駐車場西南隅に移設された。国道18号を隔てて合戦場（かっせんば）の地名が残るなど、この付近が第四次川中島の戦いで両軍が激突した最前線とされている。
また建設に際しては詳細な発掘調査が行われ、室町時代から鎌倉・平安・奈良・弥生時代にさかのぼる集落跡をはじめ、縄文時代の生活痕跡も確認された。

## 主な施設
- 長野オリンピックスタジアム（長野五輪式典会場。大会終了後野球場として整備された）
  - ベースボール・チャレンジ・リーグの信濃グランセローズ主管試合のメイン会場[2]、プロ野球、全国高等学校野球選手権長野大会など各種野球大会、長野マラソンに使われている。
- 総合体育館（プールを併設）
- 長野Uスタジアム（サッカー・ラグビー・アメリカンフットボール球技場）
  - JリーグのAC長野パルセイロが本拠地として使用している。
- テニスコート
- ゲートボール場